# Assassin's Creed: Revelations
Assassin's Creed: Revelations este un joc video de acțiune-aventură, dezvoltat de Ubisoft Montreal și publicat de Ubisoft. Este al patrulea joc din ramura principală a seriei Assassin's Creed, o continuare directă a lui Assassin's Creed: Brotherhood din 2010, și ultimul capitol din 'trilogia Ezio'. Jocul a fost lansat pentru PlayStation 3, Xbox 360, și Microsoft Windows în noiembrie și decembrie 2011.
Povestea are loc într-o istorie ficțională și relatează conflictul etern dintre Asasini, care luptă pentru pace prin liber-arbitru, și Templieri, care doresc pacea prin control. Povestea din "prezent" are loc în secolul 21 și îl urmărește pe Desmond Miles care, cu ajutoul unei mașinării numite Animus, retrăiește aminitirile genetice ale strămoșilor săi pentru a preveni apocalipsa din 2012. Revelations conține doi protagoniști; Altaïr Ibn-La'Ahad în Masyaf-ul secolelor 12 și 13, și Ezio Auditore da Firenze în Constantinopolul secolului 16. Povestea principală are în prim plan călătoria Asasinului Ezio pentru deblocarea seifului lui Altaïr din cetatea Masyaf, folosind artefacte în formă de disc ce conțin amintirile lui Altaïr.
Assassin's Creed: Revelations are loc într-o lume open world, este prezentat dintr-o perspectivă third-person, și se concentrează pe abilitățile de luptă și stealth ale lui Ezio, Desmond, și Altaïr pentru eliminarea țintelor și explorarea mediului. Unul dintre protagoniști (Ezio) este liber să exploreze Sediul Asasinilor din orașul Constantinopol, precum și orașul însuși, pentru a completa misiunile secundare, independente de cele principale.
Reacția criticilor față de joc a fost pozitivă, laudele adresându-se narării, mediului detaliat, protagoniștilor credibili, ritmului poveștii și finalului satisfăcător al jocului, cu toate că anumiți critici au notat că gameplay-ul seriei a devenit prea familiar, și funcțiile nou-introduse sunt prea insignifiante în comparație cu cele din jocurile anterioare. Jocul a fost un succes comercial, depășind vânzările predecesorilor săi. Jocul a fost urmat de Assassin's Creed III în octombrie 2012, care continuă povestea lui Desmond Miles și introduce un nou protagonist din secolul 18.
O versiune remasterizată, împreună cu predecesorii săi Assassin's Creed II și Assassin's Creed: Brotherhood, a fost lansată pentru PlayStation 4 și Xbox One pe 15 noiembrie 2016, ca parte a Colecției Ezio.

## Gameplay

Protagonistul Ezio își poate folosi hookblade-ul pentru a accesa tirolienele din mediul înconjurător. Hookblade-ul este una dintre funcțiile nou introduse în Revelations.

Jocul are la bază gameplay-ul standard open world al seriei în cadrul poveștii principale. Noi funcții de gameplay includ un item numit "hookblade", care poate fi folosit pentru traversarea aeriană a orașului sau pentru apucarea inamicilor pentru un atac combo. Conform surselor, hookblade-ul crește viteza de navigare prin oraș cu aproximativ 30% și sevește ca o înlocuire a Lamei Ascunse dual tradiționale. Pe lângă hookblade, Ezio are la dispoziție o gamă de peste 150 de bombițe diferite, care pot fi create. Jocul introduce Secvențele Desmond, cunoscute ca și "Călătoria lui Desmond", ce reprezintă cinci misiuni de platformă "Dalí-ești", jucabile din perspectiva first-person, o abordare radicală pentru serie. Fiecare secvență poate fi deblocată doar după colectarea unui anumit număr de Fragmente de Dată, ascunse prin tot Constantinopolul, sau prin achiziționarea DLC-ului The Lost Archive. Aceste Fragmente sunt un nou tip de iteme colectabile în Revelations, și înlocuiesc Stegulețele Borgia din jocurile anterioare ale seriei.
Au fost adăugate și mărite districtele orașului, care pot fi acaparate de la Templieri. În timp ce capturarea unui district este foarte similară cu cea din Brotherhood, Templierii vor trimite întăriri pentru a recaptura districtele, pe care Ezio trebuie să le apere folosind mini-jocul den defense-apărarea bârlogului, unde el conduce un grup de Asasini și arsenalul acestora, de pe un acoperiș, împotriva soldaților Templieri. Similar lui Brotherhood, novicii pot fi trimiși în misiuni spre alte regiuni, unde vor îndepărta eventual conducerea Templieră, și vor folosi orașul pentru a produce un venit, dar și noi recruți Asasini. Titlul este jucabil în 3D pe toate cele trei platforme: PlayStation 3, PC, și Xbox 360, versiunea pentru console suportând atât modul stereoscopic 3D pentru televizoarele HD-3D, cât și pentru cele HD-2D. Toate videoclipurile cinematice și de gameplay ale lui Revelations suportă S3D.

### Modul multiplayer
Gameplay-ul din modul multiplayer se întoarce în Revelations, și mărește limitele online-ului prezent în Brotherhood, cu noi personaje și locații. Jucătorii pot modifica înfățișarea personajelor proprii. Interfața jocului și a matchmaking-ului a fost și ea îmbunătățită. Ubisoft a spus că, cu toate că această componentă se întoarce, narațiunea, care este mai importantă pentru serie, este zona de concentrare mai mare. Pe vreme ce jucătorii cresc în modul multiplayer și, implicit, în rangul Templier, obțin acces la informațiile despre compania Abstergo.
Noi moduri de multiplayer sunt adăugate, pe lângă cele deja existente, care includ "misiuni orientate pe poveste", precum și mult-cerutul mod Capture the Flag. Unele hărți din multiplayer sunt bazate pe insula Rodos. Printre noile adăugiri se află și un nou mod de multiplayer — Deathmatch — care diferă la capitolul gameplay față de cel anterior, deoarece compasul ce era orientat spre ținta atribuită este acum o cutie, ce se află în partea de dreapta-sus a ecranului, care devine albastră atunci când intri în raza de acțiune a țintei tale. Există și un mod de joc Simple Deathmatch, care elimină abilitățile și avantajele pentru jucători.
Funcția de multiplayer este protejată de sistemul Uplay Passport pe PlayStation 3 și Xbox 360, care solicită un cod pentru acces. Codurile sunt incluse în toate copiile noi ale jocului, dar sunt legate de un singur cont Uplay. Acest lucru înseamnă că jucătorii care au cumpărat jocul la mâna a doua vor fi nevoiți să cumpere un nou cod pentru a accesa modul multiplayer. Jucătorii Uplay pot cumpăra un nou cod Passport online sau pot să activeze o probă gratis.
Jucătorii care au precomandat jocul în ediții specifice au primit Bufonul Otoman, Cruciatul, și Doctorul Otoman. Cei care au jucat modul multiplayer al lui Assassin's Creed Brotherhood au primit curtezana, un personaj care a apărut și în respectivul mod din Brotherhood. Au fost lansate și pachete DLC cu personaje noi.

## Sinopsis

### Cadrul
Revelations conține toate personajele principale ale seriei: Desmond Miles, Altaïr Ibn-La'Ahad și Ezio Auditore da Firenze. Povestea principală îl duce pe Ezio la Constantinopol (Istanbulul din prezent) în anul 1511. Orașul constă din patru districte: Constantin, Baiazid, Imperial și Galata; mai este prezentă și regiunea Cappadocia în timpul dezvoltării Imperiului Otoman, o parte din el fiind un oraș subteran populat aproape în întregime de Templieri;  și cetatea Masyaf, unde este localizat vechiul sediu al Asasinilor (prezent în primul joc Assassin's Creed), și unde Ezio călătorește la începutul jocului. El descoperă că Altaïr a sigilat în interiorul citadelei un artefact antic, despre care se spune că ar fi o armă puternică ce poate încheia conflictul Templieri-Asasini pentru totdeauna, și că acesta a ascuns cheile în Constantinopol. Ezio folosește relicvele "Primei Civilizații" pentru a retrăi amintirile lui Altaïr, timp în care jucătorii îl controlează pe legendarul Asasin.
Jocul continuă povestea lui Desmond din prezent, după evenimentele din Brotherhood. El este prins în mașinăria Animus 2.0, într-o stare de comă, unde se află momentan în siguranță, într-un mod numit "Camera Neagră". Aici, Desmond trebuie să găsească o cheie de amintiri "synch nexus", care îl leagă cu Altaïr și Ezio, pentru a se reintegra cu subconștientul și a se trezi din comă. În joc, Ezio se întâlnește cu o varietate de personaje istorice, ce îi include pe: Manuel Paleolog, un moștenitor al fostului Imperiu Bizantin; Templieri ce pândesc din umbrele Constantinopolului; Prințul Suleiman, un tânăr ce va deveni într-o zi unul dintre cei mai puternici Sultani ai Imperiului Otoman; și unchiul său, Prințul Ahmet.

### Povestea single-player
După finalul din Brotherhood, protagonistul din prezent, Desmond Miles, a intrat în comă, datorită stresului combinat de după ce a fost forțat să o omoare pe Lucy Stillman cu faptul că este controlat de Iuno, holograma atașată Mărului din Eden, o piesă ce sugerează o expunere prelungită în Animus. În timp ce Shaun Hastings rămâne la Roma pentru a participa la înmomântarea lui Lucy, Rebecca Crane îl duce pe Desmond la New York și se întâlnește cu tatăl ei, William Miles. Într-un efort de a-i salva mintea lui Desmond, cei doi îl plasează înapoi în Animus, cu toate că acum mașinăria este în modul safe, cunoscat ca și "Camera Neagră."
După ce se trezește pe Insula Animus, programul inițial de testare al mașinăriei, Desmond se întâlnește cu conștiința Subiectului 16, cel care a ocupat Animusul înaintea lui. 16 îi explică lui Desmond că mintea sa este deteriorată, și singura metodă prin care o poate repara este prin retrăirea amintirilor strămoșilor săi, până ce acestea nu mai au ce să-i arate lui Desmond, moment în care Animusul îl poate separa pe el de Ezio și Altaïr, și îl poate trezi din comă.
Desmond intră prin portalul amintirilor de pe Insula Animus, care îl aduce din nou în pielea lui Ezio Auditore. La patru ani după moartea lui Cesare Borgia, Ezio a călătorit la fosta cetate a Asasinilor din Masyaf pentru a descoperi secretele lui Altaïr, și pentru a afla adevăratul țel al Asasinilor. După ce ajunge acolo, el află că cetatea a fost acaparată de Templieri, care l-au marcat pe moarte. Ezio scapă prin coridoarele castelului, și descoperă intrarea în biblioteca lui Altaïr. El află că cinci "chei" în formă de disc sunt necesare pentru a deschide ușa; că Templierii au una dintre ele ascunsă sub palatul Sultanului Otoman; și că restul sunt ascunse în Constantinopol, capitala Imperiului Otoman. El călătorește acolo și se întâlnește cu Yusuf Tazim, liderul Ordinului Turc al Asasinilor, și se împrietenește cu un tânăr student pe nume Suleiman. Ezio află că Niccoló Polo este cel care a ascuns cheile în oraș. În timp ce se afla în căutarea vechii clădiri a lui Polo, Ezio o întâlnește pe Sofia Sartor, o tânără italiancă, călătoare și colecționară de cărți, de care se îndrăgostește. Ezio descoperă locațiile cheilor rămase cu ajutorul Sofiei.
Între timp, Constantinopol este în haos datorită conflictului dintre Prințului Ahmet și fratele său Selim, amândoi râvnind să devină conducători ai Sultanatului. Prins la mijlocul conflictului, Suleiman îi spune lui Ezio că el este un prinț otoman (fiul lui Selim), și că el suspectează că Templierii sunt în spatele dihoniei. Ezio descoperă dovezi cum că Manuel Palaiologos, cu ajutorul Templierilor, încearcă să formeze o armată pentru a-i îndepărta pe otomani și a restabili Imperiul Bizantin. Ezio îl omoară pe Manuel și recuperează ultima cheie, doar pentru a descoperi că Ahmet este adevăratul lider al complotului Templier de a deschide biblioteca lui Altaïr.
În tot acest timp, Ezio folosește cheile pentru a fi martor la viața lui Altaïr după evenimentele din primul joc. După ce l-a omorât pe Al-Mualim, Altaïr a păstrat Mărul din Eden și a devenit liderul Asasinilor. Unul dintre aceștia, Abbas, nu îl susținea pe Altaïr din cauza evenimentelor trecute și pentru că l-a ucis pe Al Mualim. Când Altaïr și soția sa, Maria, au părăsit Masyaf timp de 10 ani pentru a respinge invazia mongolă, Abbas a orchestrat o lovitură de stat, a preluat conducerea Ordinului și l-a omorât pe fiul cel mic al lui Altaïr, Sef. Altaïr a căutat răzbunare; dar în timp ce Maria încerca să-l oprească, un alt Asasin a înjunghiat-o în spate. Altaïr a fost forțat să plece cu fiul cel mare, Darim, și a intrat într-un exil auto-impus timp de 20 de ani. Altaïr se reîntoarce într-un final la Masyaf, îl omoară pe Abbas, și devine din nou lider al Asasinilor. Înainte să-l omoare, Altaïr îi spune lui Abbas adevărul despre moartea tatălui său. Ani mai târziu, un Altaïr bătrân își incorporează amintirile în cele cinci chei, pe care i le înmânează lui Niccoló.
La Constantinopol, Ezio descoperă că Ahmet l-a omorât pe Yusuf și a răpit-o pe Sofia, cerând cheile în schimbul vieții ei. Ezio acceptă, dar îl urmărește imediat după ce se asigură că Sofia este în siguranță. El recuperează cheile, dar înainte să se confrunte cu Ahmet, Selim ajunge cu armata sa și îl omoară el însuși pe Ahmet, după ce spune că tatăl lor "a făcut alegerea." Din cauza implicării lui Suleiman, Selim îl lasă pe Ezio să părăsească Constantinopolul, avertizându-l să nu se mai întoarcă niciodată. După completarea acestei amintiri, Animusul începe să șteargă surplusul de date—inclusiv Insula Animus. 16 se sacrifică pentru ca Desmond să nu fie eliminat de către Animus.
Ezio și Sofia se întorc la Masyaf, unde Ezio folosește cheile pentru a deschide biblioteca lui Altaïr. El o găsește pustie, cu excepția scheletului lui Altaïr și o șasea cheie. El descoperă că biblioteca nu era menită să depoziteze cărți—ci mai degrabă Mărul din Eden. Cu ajutorul cheii, Ezio află că Altaïr s-a închis înăuntru pentru păstra secretul departe de Templieri. Ezio lasă Mărul în bibliotecă, spunând "Am văzut destule pentru o viață." Apoi, el începe să vorbească direct cu Desmond, neștiind exact cine (sau unde) este el, dar știind că îl privește. În timp ce vorbește cu el, își lasă armele jos, și îi spune lui Desmond că realizează că el este "mesagerul". El își exprimă speranța că Desmond va reuși să găsească răspunsurile acolo unde nici el, nici Altaïr nu au reușit să le găsească.
Deodată, Desmond este abordat de Jupiter, membru al Primei Civilizații. El explică că Prima Civilizație a construit numeroase seifuri pentru a studia metodele de salvare a planetei în cazul unui cataclism. Toate informațiile adunate au fost transmise la seiful central, unde au fost testate. Cu toate acestea, niciuna dintre metode nu a funcționat, și nu au reușit să oprească explozia solară din a le distruge civilizația. Jupiter îi arată lui Desmond locația seifului central, care pare a fi undeva în New York, și îi spune că trebuie să salveze planeta de la a doua explozie solară iminentă.
După ce îi aude vorbele lui Jupiter, Desmond se trezește din comă și îi vede pe Rebecca și William, care stau lângă el, împreună cu Shaun, întors de la Roma. Desmond le spune că știe ce au de făcut acum; între timp, seiful central se activează în subterane.

### Povestea multiplayer
Modul multiplayer este prezentat din perspectiva Templierilor. După ce l-a impresionat pe Warren Vidic în prima stagiune a Programului de Antrenament în Animus, jucătorul este selectat să participe în faza a doua a programului Abstergo. După ce este promovat la rangul de Maestru Templier, jucătorul poate intra în sanctuarul Ordinului Templier, și îi este implantat un dispozitiv de urmărire pentru a se asigura că el/ea este de încredere. După atingerea nivelului 50, jucătorul devine un agent activ, și îi este desemnată misiunea de a-l prinde pe Mentorul curent al Ordinului Asasinilor, William Miles.

## Dezvoltare
Assassin's Creed: Revelations a fost inițial conceput ca un joc pentru Nintendo 3DS, numit Assassin's Creed: Lost Legacy. Era vorba despre Ezio care călătorea în est, spre fosta cetate Masyaf a Asasinilor, unde ar fi descoperit originile Ordinului. A fost anunțat prima oară în timpul conferinței de presă a celor de la Nintendo de la E3 2010. A fost anulat în taină și conceptul de bază a fost transformat în Assassin's Creed: Revelations.
În noiembrie 2010, Yves Guillemot, CEO la Ubisoft, a făcut aluzie la ceva "legat de Asasini" pentru 2011, în ciuda unei declarații anterioare a lui Jean-Francois Boivin de la Ubisoft Montreal, care zicea că nu va fi niciun joc Assassin's Creed lansat în 2011. Geoffroy Sardin de la Ubisoft a confirmat ulterior că un "mare" joc Assassin's Creed va fi lansat în 2011. Guillemot a declarat și că țelul suprem al celor de la Ubisoft este de a lansa noi jocuri ale seriei anual, împreună cu alte francize populare ale Ubisoft. În februarie 2011, Yves Guillemot a confirmat că următorul joc Assassin's Creed va fi lansat în timpul următorului an fiscal al companiei, care începe pe 1 aprilie 2011 și se termină pe 31 martie 2012.
Pe 29 aprilie 2011, numele jocului a fost publicat pe pagina oficială de Facebook a seriei Assassin's Creed, cu un link ce ducea la un fișier flash. Clipul includea cuvintele, "Altaïr Ibn La-Ahad, Fiul nimănui" în arabă, care sugera că Altaïr, protagonistul primului joc, poate fi din nou personajul principal al jocului. Un al treilea clip arăta orașul Constantinopol, care sugera că acesta ar fi cadrul jocului. Într-un număr din aprilie 2011 al revistei Xbox World 360, la secțiunea zvonuri E3, criticii au spus că Assassin's Creed: Revelations nu este Assassin's Creed III, dar sugerează că și acesta ar fi în stadiul de dezvoltare. Revelations este probabil un "alt joc în genul lui Brotherhood". Pe 5 mai, Game Informer a publicat detalii despre joc, iar acesta a fost anunțat "oficial" de Ubisoft la Electronic Entertainment Expo 2011.
Jocul a fost dezvoltat în principal de Ubisoft Montreal în Canada, cu ajutor din partea altor cinci studiouri Ubisoft: Annecy, Massive, Quebec, Singapore și București. Scenaristul principal, Darby McDevitt, a spus că Revelations nu va răspunde la toate întrebările ce macină seria, zicând "Păi, nu vom răspunde la tot, deoarece povestea lui Desmond continuă. Dar fanii vor ști cu siguranță cele mai importante detalii ale vieții lui Ezio și Altair, și ce rol au ei în marea schemă." McDevitt a spus și că 85% din povestea omniprezentă a seriei Assassin's Creed este deja "spusă". McDevitt a mai spus și că la povestea protagonistului din primul joc Creed, Altair, s-a lucrat peste doi ani, și că soarta lui Ezio a fost planificată încă din timpul dezvoltării lui Brotherhood.
Vocea lui Desmond Miles, Nolan North, i-a îndemnat pe cei de la Ubisoft să adopte metode de motion capture similare cu cele din seria Uncharted a celor de la Naughty Dog. Într-un interviu, North a recunoscut că există o "deconectare" în schema curentă a jocurilor Ubisoft, deoarece actorii de dublaj furnizează animația facială separat de animația corporală, ultima fiind înregistrată de alți actori. "Îmi doresc să nu fi fost făcută separat," a spus North. "Nu mă înțelegeți greșit, actorii cu animația corporală fac o treabă bună, dar va fi mereu un fel de deconectare când lucrurile vor fi făcute în acest mod. După experiențele de la seria Uncharted, unde actorii dublează, dar și execută, pot spune cu sinceritate că există o diferență," a adăugat el.
Versiunea pentru PC a lui Assassin's Creed: Revelations nu îi forțează pe jucători să fie mereu online, spre deosebire de predecesorii săi, cu toate că Ubisoft a declarat recent că această decizie a fost un succes, insistând că a existat "o scădere clară a piratării jocurilor noastre care solicită o conexiune online permanentă". Chiar și așa, protecția DRM mereu-online a fost eliminată din toate jocurile single-player. Cu toate acestea, titlul solicită o singură dată activarea online, atunci când jucătorul pornește pentru prima oară jocul, lucru care va lega permanent codul de activare cu contul jucătorului, și, implicit, nu va mai fi nevoie de o nouă activare pe același cont la o reinstalare, indiferent de calculator. După aceea, jucătorul va putea juca permanent jocul în modul offline.

## Marketing și lansare
Ubisoft a anunțat un multiplayer în stadiul beta exclusiv și limitat pentru PlayStation Network a lui Assassin's Creed Revelations pe 10 august 2011. Acesta a început pe 3 septembrie 2011 și s-a încheiat pe 17 septembrie 2011, exclusiv pentru membrii PlayStation Plus și Uplay de pe PlayStation 3. Pe 8 septembrie, multiplayer-ul în stadiul beta a fost deschis tuturor cu un cont PSN. Acesta a oferit nouă personaje (Santinela, Avangardistul, Gardianul, Vizirul, Dramaturgul, Diaconul, Bombardierul, Păcăliciul, Campionul – toți cu abilități diferite), trei hărți (Spitalul Cavalerului, Antiohia, Galata) și patru moduri de joc (cele deja prezente Wanted și Manhunt, și noile variante Deathmatch și Artifact Assault).
Media Molecule a anunțat pe 15 noiembrie 2011 că un nou costum al lui Ezio va fi disponibil pentru Sackboy în LittleBigPlanet 2 pentru a promova lansarea lui Assassin's Creed: Revelations. Cei care au precomandat prin Best Buy au primit un personaj multiplayer exclusiv. Toate copiile de ziua-1 ale lui Revelations pentru PlayStation 3 au venit la pachet cu primul Assassin's Creed, care a fost lansat în 2007. Ubisoft a prezentat acest lucru ca un "parteneriat special" dintre ei și Sony Computer Entertainment America, și că târgul se aplică doar în Europa. Pe lângă acest lucru, Ubisoft a lansat o colecție de avataruri Assassin's Creed: Revelations pentru Xbox 360, care include un Codex, hanoracul negru al lui Desmond, și un vultur. În plus, vor fi disponibile și următoarele costume: Ezio, Bombardierul, Gardianul, Santinela, și Avangardistul (doar varianta feminină).

### Edițiile de retail
| Conținut                                                          | Standard (console & PC) | Ediția Animus (console & PC)                          | Ediția Collector (console & PC)                       | Ediția Special (console & PC)                   | Ediția Signature (console & PC)                       | Ediția Gold (Digital PC)                              | Pachetul Ultimate (console & PC)                      | Ediția Ottoman (console & PC)                         |
| ----------------------------------------------------------------- | ----------------------- | ----------------------------------------------------- | ----------------------------------------------------- | ----------------------------------------------- | ----------------------------------------------------- | ----------------------------------------------------- | ----------------------------------------------------- | ----------------------------------------------------- |
| Discul jocului                                                    | Da                      | Da                                                    | Da                                                    | Da                                              | Da                                                    | Nu, (Descărcare)                                      | Da                                                    | Da                                                    |
| Pachet exclusiv                                                   | Nu                      | Da (cutie Animus)                                     | Da (pachet special ediția Collector)                  | Da (cutie standard cu benzi desenate exclusive) | Da (cutie standard varianta alb-negru)                | Nu                                                    | Da (cutie neagră ce se poate împături)                | Da                                                    |
| Enciclopedie 3D                                                   | Nu                      | Da                                                    | Nu                                                    | Nu                                              | Nu                                                    | Nu                                                    | Nu                                                    | Nu                                                    |
| Bandă desenată 50 pagini                                          | Nu                      | Nu                                                    | Da                                                    | Nu                                              | Nu                                                    | Nu                                                    | Nu                                                    | Nu                                                    |
| Coloană sonoră originală a jocului                                | Nu                      | Da                                                    | Da                                                    | Da                                              | Da                                                    | Nu                                                    | Da                                                    | Nu                                                    |
| DVD cu filmul Assassin's Creed Embers                             | Nu                      | Da                                                    | Da                                                    | Nu                                              | Da                                                    | Nu                                                    | Da                                                    | Nu                                                    |
| Misiuni single-player exclusive                                   | Nu                      | Da (Închisoarea lui Vlad Țepeș)                       | Da (Închisoarea lui Vlad Țepeș)                       | Nu                                              | Da (Închisoarea lui Vlad Țepeș)                       | Da (Închisoarea lui Vlad Țepeș)                       | Da (Închisoarea lui Vlad Țepeș)                       | Da (Închisoarea lui Vlad Țepeș)                       |
| DLC The Lost Archive                                              | Nu                      | Nu                                                    | Nu                                                    | Nu                                              | Nu                                                    | Da                                                    | Nu                                                    | Da                                                    |
| Personaje multiplayer exclusive                                   | Nu                      | Da (Cruciatul și Bufonul Otoman)                      | Da (Cruciatul și Bufonul Otoman)                      | Da (Cruciatul și Doctorul Otoman)               | Da (Bufonul Otoman)                                   | Da (Cruciatul, Bufonul Otoman și Doctorul Otoman)     | Da (Bufonul Otoman)                                   | Da (Cruciatul, Bufonul Otoman și Doctorul Otoman)     |
| Armură exclusivă pentru Ezio                                      | Nu                      | Da (Armura lui Brutus)                                | Da (Armura Turcă și Armura lui Brutus)                | Da (Armura Turcă)                               | Nu                                                    | Da (Armura Turcă și Armura lui Brutus)                | Nu                                                    | Da (Armura Turcă și Armura lui Brutus)                |
| Skin Altaïr/Ezio în Roba lui Altaïr                               | Nu                      | Da (ca bonus de precomandă de la EB Games Australia)  | Da (ca bonus de precomandă de la Play UK)             | Nu                                              | Nu                                                    | Da                                                    | Nu                                                    | Da                                                    |
| Îmbunătățiri de capacitate                                        | Nu                      | Da (Pentru gloanțele armei ascunse, bombițe & săgeți) | Da (Pentru gloanțele armei ascunse, bombițe & săgeți) | Nu                                              | Da (Pentru gloanțele armei ascunse, bombițe & săgeți) | Da (Pentru gloanțele armei ascunse, bombițe & săgeți) | Da (Pentru gloanțele armei ascunse, bombițe & săgeți) | Da (Pentru gloanțele armei ascunse, bombițe & săgeți) |
| Replică de 15-18cm a mașinăriei de zburat a lui Leonardo da Vinci | Nu                      | Nu                                                    | Nu                                                    | Nu                                              | Nu                                                    | Nu                                                    | Da                                                    | Nu                                                    |
| Figurină de acțiune de 18cm a lui Ezio                            | Nu                      | Nu                                                    | Nu                                                    | Nu                                              | Nu                                                    | Nu                                                    | Da                                                    | Nu                                                    |

Există câteva ediții limitate diferite ale lui Assassin's Creed Revelations. Edițiile Animus, Collector și Special au fost disponibile pentru toate platformele, dar doar în Europa, Australia și Noua Zeelandă, în timp ce Ediția Signature a fost disponibilă în America de Nord prin GameStop pentru toate platformele. Cei care au precomandat Assassin's Creed: Revelations prin GameStop au primit automat Ediția Signature a jocului fără niciun cost suplimentar. Ediția Signature conține un pachet exclusiv, o misiune single-player bonus (Închisoarea lui Vlad Țepeș), un personaj multiplayer exclusiv (Bufonul Otoman), îmbunătățiri de capacitate ale armelor, un scurtmetraj de animație (Assassin's Creed Embers) și coloana sonoră originală a jocului.
Ediția "PS3-Only" include conținutul standard al jocului pe disc, plus jocul original Assassin's Creed. Această ediție este disponibilă doar pentru cei care au cumpărat jocul la lansare sau l-au precomandat. Ediția Animus conține o cutie Animus, o enciclopedie 3D, un scurtmetraj de animație (Assassin's Creed Embers) și coloana sonoră originală a jocului. Conținutul în-joc include o misiune exclusivă (Închisoarea lui Vlad Țepeș), o armură din Assassin's Creed: Brotherhood (Armura lui Brutus) pentru single-player, îmbunătățiri de capacitate ale armelor, și două personaje multiplayer adiționale (Cruciatul și Bufonul Otoman).
Ediția Gold este exclusivă pentru PC-digital. Este disponibilă prin Uplay și Steam, și conține toate descărcabilele și rambursabilele disponibile pe Uplay.

## Conținutul descărcabil

### Conținutul Uplay
Serviciul Uplay al celor de la Ubisoft deblochează diferite iteme pentru joc, iar acestea pot fi folosite cu ajutorul punctelor câștigate în joc. Premiile disponibile sunt o poză/temă de funal Revelations pentru PC și PlayStation 3, Pachetul Solo, Misiunile Mediterane Exclusive, și Pachetul Multiplayer ce deblochează Cavalerul.

### PachetulAncestors Character
În ziua lansării jocului, Ubisoft a anunțat că se lucrează la diferite conținuturi descărcabile (DLC) pentru joc. Primul anunțat a fost un pachet de personaje, care a fost lansat în decembrie 2011. Pachetul de personaje a inclus patru noi personaje pentru multiplayer, în care era inclus Piratul, Corsarul, Brigadierul, și Gladiatorul.

### PachetulMediterranean Traveler Map
Al doilea pachet DLC anunțat a fost Pachetul Mediterranean Traveler Map, lansat pe 24 ianuarie 2012. Conținutul acestui pachet includea șase hărți noi pentru multiplayer, trei dintre care au apărut și în Assassin's Creed: Brotherhood.

### The Lost Archive
În timp ce se afla în Camera Neagră, Desmond Miles a retrăit amintirile primite de la versiunea virtuală a lui Clay Kaczmarek (Subiectul 16), predecesorul său în Proiectul Animus. Amintirile lui Clay reprezentau parcursul lui spre a deveni membru al Asasinilor, misiunea de a se infilitra într-un laborator Abstergo din Italia și a afla ce speră Warren Vidic să obțină prin explorarea amintirilor genetice a diferiți Asasini.
Lucy Stillman, o Asasină și ea, a fost plasată pentru a-l salva pe Clay atunci când misiunea sa este completă. În memoriile sale, Clay și-a adus aminte de disprețul tatălui său pentru țelurile lui de carieră, cerându-i, în schimb, lui Clay să devină un inginer pentru a-și hrăni familia. Clay a crezut că ahtierea tatălui său pentru bani a îndepărtat-o pe mama sa din familie.
Clay a realizat eventual că Vidic folosea aceste amintiri genetice pentru a descoperi locațiile Pieselor din Eden. În special, Vidic dorea să afle locația Mărului din Eden, care era menit să fie lansat pe un satelit pentru a controla mințile oamenilor de pe tot globul. Clay a descoperit și că Lucy i-a spus lui Vidic de ce parte e cu adevărat, și i-a mărturisit adevăratele motive ale ei, acelea de a-l lua pe Desmond din clădirea Abstergo și de a-l transporta într-un mediu mai confortabil, unde ea se va folosi de resursele Asasinilor pentru a-i permite lui Desmond să descopere locația Mărului și pentru a-l înmâna Templierilor.
Lucy, jurând să-l protejeze pe Clay, a șters materialul de pe camerele de supraveghere în care el observa conversația lor, dar nu l-a lăsat să părăsească clădirea, pentru a nu se afla adevăratele ei intenții. Amintirile au continuat într-o buclă, până când Desmond a colectat fragmentele împrăștiate de amintiri, care au dezvăluit email-ul trimis de Clay tatălui său, în care îi spunea să nu se îngrijoreze pentru dispariția sa, deoarece a găsit un scop mai mare pentru a-l sluji, ceea ce îi anunța suicidul.
Acest DLC este disponibil pentru achiziționare separat și la pachet cu Edițiile Ottoman și Gold.

## Recepție
Assassin's Creed: Revelations a fost primit cu reacții majoritar pozitive de către critici după lansare. Site-urile web GameRankings și Metacritic i-au acordat versiunii PlayStation 3 un scor de 80.05% respectiv 80/100, versiunii pentru Xbox 360 un scor de 79.37% respectiv 80/100, și versiunii pentru PC un scor de 74.67% respectiv 80/100. IGN i-a acordat jocului o notă de 8.5 din 10, spunând "Acesta este cel mai bun Assassin's Creed de până acum, chiar dacă această victorie este la milimetru și nu la kilometru. Dacă ai rezistat să urmărești viețile lui Altair și Ezio atât timp, meriți să le vezi această ultimă aventură." 1UP i-a acordat jocului o notă de B+, spunând "În timp ce lui Revelations îi lipsește acea îmbunătățire supremă sau mecanică unică care a definit atât AC2, cât și Brotherhood, este totuși un final al naibii de bun pentru Altair și Ezio."
Edge i-a acordat jocului un 7 din 10, spunând că "spre deosebire de protagonist, care are părul alb dar a rămas neîngenunchiat până la finalul aventurii, Assassin's Creed a devenit compromis odată cu trecerea anilor." Eurogamer i-a acordat și el un 7 din 10, spunând "acolo unde Brotherhood accentua emoția de a fi Ezio Auditore, Revelations o scădea. Ezio poate că arată în vârstă, dar seria însăși este cea care a îmbătrânit."
VideoGamer i-a acordat jocului un 7 din 10, spunând "Deci, pentru prima oară, un nou joc Assassin's Creed este mai prost decât predecesorul său, prima oară când o perioadă scurtă de dezvoltare are un impact vizibil asupra calității jocului. Este un joc de 'aproape' și 'ar-fi-putut': concluzionat cu hookblade-ul, o funcție nouă, presupusă importantă, care în practică abia extinde alonja lui Ezio, și îi permite să acceseze tirolienele ocazionale." GamePro i-a acordat și el un 7 din 10, spunând că "la bază, acesta este Assassin's Creed-ul pe care îl iubim de atâția ani, și încă merită să-ți petreci timpul cu el -- în plus, este o punte necesară pentru continuarea deja-anunțată. Dar obligația nu ar trebui să fie motivul principal pentru a juca ceva, dar din păcate, acest lucru se întâmplă în această campanie monotonă."
Game Informer i-a acordat jocului un 8.75 din 10, spunând "un număr de funcții noi au fost introduse pentru ca Revelations să se simtă nou și diferit față de predecesorii săi. În acea căutare pentru o varietate mai mare și o identitate unică față de jocurile anterioare, Revelations face niște pași greșiți pe care cu greu poți să-i ignori. Cu toate acestea, jocul oferă multe lucruri care au făcut această serie grozavă, iar acest lucru ar trebui să fie suficient pentru a-i capta pe cei mai mulți fani, chiar dacă este un start prost pentru jucătorii noi." GameTrailers i-a acordat jocului un 8.8 din 10, spunând că "motorul [de joc] este puțin arhaic și anumite conținuturi nu merită explorate, dar dacă ești în căutarea unui joc de acțiune/aventură de primă mână, atenție la asasini."
Official Xbox Magazine i-a acordat jocului un 8.5 din 10, spunând "Ce e disponibil aici rămâne ridicol de frumos ca întotdeauna. Încă este o experiență unică a seriei să rămâi atârnat de la etajul șase, și să privești kilometri de lume de joc realizați meticulos — chiar dacă acea lume sclipitoare și plină de pericole a devenit foarte familiară, să nu uităm că odată a fost o revoluție în evoluția iterativă." Official PlayStation Magazine din Regatul Unit i-a acordat jocului un 9 din 10, spunând "Ca și concluzie pentru capitolul Ezio, Revelations este un cântec de lebădă cu totul briliant."
În decembrie 2015, Game Informer a clasat jocul pe locul șapte în ierarhia celor mai bune jocuri Assassin's Creed de până atunci.

### Vânzări
Yves Guillemot, CEO la Ubisoft, a anunțat în timpul unui raport financiar din 8 noiembrie 2011, că precomenzile pentru Assassin's Creed: Revelations au fost "semnificativ mai mari" decât cele pentru Assassin's Creed: Brotherhood, dar, cu toate acestea, compania se așteaptă la o "scădere de două cifre" la vânzările lui Revelations în comparație cu celălalt joc. Conform NPD Group, Revelations a fost al patrulea cel mai profitabil joc din SUA în luna noiembrie 2011. Ubisoft a anunțat că vânzările pentru Revelations au crescut cu 10% față de aceeași perioadă din 2010 pentru Brotherhood. Acest lucru plasează Revelations la cota de 1,26 milioane de unități vândute. Revelations a debutat pe locul doi în clasamentul jocurilor video din Regatul Unit după prima săptămână. Cifrele arătau că se descurca mai bine cu 4% la capitolul unități vândute și cu 8% la capitolul câștiguri decât predecesorul său, Brotherhood, devenind atât cel mai profitabil joc din serie, cât și cel mai profitabil joc din istoria Ubisoft. 61% din vânzările jocului au avut loc în primele 24 de ore. Până la 15 februarie 2012, jocul a fost vândut în peste 7 milioane de unități internațional.